# Championnat de France de poursuite par équipes
Le championnat de France de poursuite par équipes est l'une des épreuves au programme des championnats de France de cyclisme sur piste. 
L'épreuve se dispute dans deux catégories d'âge chez les hommes (par équipes de quatre coureurs) et chez les femmes (par équipes de trois). Une compétition pour les amateurs était également organisée.

## Palmarès masculin

### Élites
| Année | Vainqueur                                                                                           | Deuxième | Troisième |
| ----- | --------------------------------------------------------------------------------------------------- | --- | --- |
| 1977  | ACBB Pascal Herledan Serge Beucherie Jean-Marcel Brouzes Bruno Coquillaud                           | CA Beglais: Jean-Pierre Barbe Didier Bernardi Jean-Claude Pontet Jean-Jacques Rebière                                | CC St. Médard-en-Jalles: Didier Lubiato Francis Garmendia Albert Cordoba Patrick Vermeulen                           |
| 1978  | CA Beglais: Jean-Pierre Barbe Didier Bernardi Jean-Claude Pontet Jean-Jacques Rebière               | Flandre-Artois: Claude Dufour Jacques Dutailly Patrick Harbonnier Francis Lavoine                                    | ACBB/Île-de-France: Pascal Herledan Jean-Marcel Brouzes Jean-François Guiborel Armand Bongibault                     |
| 2000  | Philippe Gaumont Robert Sassone Francis Moreau Damien Pommereau                                     | Sylvain Anquetil Cyril Bos David Hubschwerlin Fabien Merciris                                                        | Franck Perque Christophe Capelle Philippe Ermenault Vincent Socquin                                                  |
| 2004  | Fabien Patanchon Matthieu Ladagnous Cédric Agez Mickaël Delage Jonathan Mouchel                     | Vincent Socquin Fabien Merciris Cyril Bos Yves Delarue                                                               | Nicolas Rousseau François Lamiraud Michaël Chaussard Damien Tristant                                                 |
| 2005  | Matthieu Ladagnous Anthony Langella Fabien Sanchez Mickaël Malle                                    | Jonathan Mouchel Cédric Agez Fabien Patanchon Yannick Marié                                                          | Mathieu Babin Nicolas Rousseau Kévin Rethoré Sébastien Gréau                                                         |
| 2006  | Mickaël Delage Matthieu Ladagnous Jonathan Mouchel Sylvain Blanquefort Mikaël Preau                 | Maxime Lecœur Charly Legris Ronan Guinaudeau Sébastien Desplanques Alexandre Bosquain                                | Yann Guyot William Le Corre Laurent Le Gac Kévin Piriou Yann Rault                                                   |
| 2007  | Alexandre Lemair Ronan Guinaudeau Étienne Pieret Maxime Lecœur                                      | Andy Flickinger Vivien Brisse Guillaume Perrot François Lamiraud Pierre-Luc Périchon                                 | Fabien Sanchez Arnaud Depreeuw Yann Meulemans Jean-Marc Maurin                                                       |
| 2008  | Damien Gaudin Jérôme Cousin Fabrice Jeandesboz Sébastien Turgot                                     | Jonathan Mouchel Jonathan Balbuena Maxime Bouet Renaud Pioline                                                       | Arnaud Depreeuw Fabien Sanchez Sébastien Thomas Thomas Vaubourzeix                                                   |
| 2009  | Damien Gaudin Jérôme Cousin Bryan Nauleau Angélo Tulik                                              | Alexis Jarry Morgan Lamoisson Maël Maziou Alexandre Piat                                                             | Morgan Kneisky Guillaume Perrot François Lamiraud Kévin Fouache                                                      |
| 2010  | Benoît Daeninck Damien Gaudin Julien Morice Bryan Nauleau Jérémie Souton                            | Julien Duval Nicolas Giulia Kévin Lalouette Alexandre Lemair                                                         | Jean-Édouard Antz Jonathan Balbuena Jonathan Brunel Jonathan Mouchel Fabien Sanchez                                  |
| 2011  | Benoît Daeninck Damien Gaudin Julien Morice Bryan Coquard Morgan Lamoisson                          | Laurent Pichon Nicolas Janvier Fabien Le Coguic Romain Le Roux                                                       | Vivien Brisse Kévin Labèque Jonathan Mouchel Matthieu Ladagnous                                                      |
| 2012  | Alexandre Lemair Alexis Gougeard Julien Duval Kévin Lesellier                                       | Kévin Labèque Émeric Choisy Cyril Maitre Kévin Réza                                                                  | Damien Gaudin Julien Morice Kévin Fouache Jean-Marie Gouret                                                          |
| 2013  | Thomas Boudat Julien Morice Romain Cardis Maxime Piveteau                                           | Julien Duval Kévin Lesellier Alexandre Lemair Vincent Lassale                                                        | Benoît Daeninck Félix Pouilly Marc Fournier Jean Lesèche                                                             |
| 2014  | Thomas Boudat Lucas Destang Julien Morice Jean-Marie Gouret                                         | Corentin Ermenault Benoît Daeninck Vincent Ginelli Marc Fournier                                                     | Pierre-Luc Périchon Louis Pijourlet Jules Pijourlet Romain Bacon                                                     |
| 2015  | Europcar Thomas Boudat Bryan Coquard Bryan Nauleau Julien Morice                                    | Picardie Corentin Ermenault Adrien Garel Vincent Ginelli Dany Maffeïs                                                | Pays de la Loire Florian Maître Clément Barbeau Lucas Destang Damien Gaudin                                          |
| 2016  | Picardie Corentin Ermenault Adrien Garel Benoît Daeninck Rémi Huens                                 | Pays de la Loire Florian Maître Thomas Denis Aurélien Costeplane Morgan Lamoisson                                    | Île-de-France Jordan Levasseur Benjamin Thomas Mathieu Riebel Flavien Dassonville                                    |
| 2017  | Pays de Loire Thomas Denis Aurélien Costeplane Florian Maître Clément Davy                          | Hauts-de-France Romain Bacon Corentin Ermenault Dany Maffeïs Rémi Huens Florian Deriaux                              | Bretagne Clément Houssin Florian Barket Julien Morice Baptiste Le Vigouroux Florentin Lecamus-Lambert                |
| 2018  | Vital Concept Corentin Ermenault Adrien Garel Marc Fournier Jérémy Lecroq                           | Pays de la Loire Florian Maitre Louis Pijourlet Aurélien Costeplane Valentin Tabellion                               | Nouvelle-Aquitaine Thomas Boudat Sylvain Chavanel Vincent Crabos Aurélien Moulin                                     |
| 2019  | Pays de la Loire Thomas Denis Valentin Tabellion Florian Maitre Louis Pijourlet Donavan Grondin     | Hauts-de-France Corentin Ermenault Dany Maffeïs Florian Deriaux Louis Brulé Baptiste Gourguechon                     | Nouvelle-Aquitaine Dorian Carreau Vincent Crabos Gaëtan Graciannette Damian Wild                                     |
| 2021  | Centre-Val de Loire Marc Sarreau Guillaume Monmasson Valentin Tabellion Colin Jacquemin             | Bretagne Thomas Denis Emmanuel Moisan Lucas Segui Eddy Le Huitouze Lilian Jouanjan                                   | Normandie Julien Dujardin Alexis Gougeard Clément Petit Florian Pardon Octave Marie                                  |
| 2022  | AVC Aix-en-Provence- Emmanuel Houcou - Corentin Ermenault - Cédric Monge - Hugo Pommelet            | Pays de la Loire- Florian Maitre - Erwan Besnier - Valentin Bramoullé - Dorian Perleaux                              | Auvergne-Rhône-Alpes- Nathan Chevrier - Dimas Robin - Clément Millet - Emanuel Chaillan                              |
| 2023  | Hauts-de-France- Clément Cordenos - Thomas Boudat - Thomas Denis - Valentin Tabellion - Théo Bracke | Pays de la Loire- Grégory Pouvreault - Guillaume Monmasson - Mathias Ribeiro Da Cruz - Florian Maitre                | Team Bricquebec Cotentin- Maxime Dransart - Corentin Ermenault - Adrien Garel - Louis Pijourlet                      |
| 2024  | Normandie- Corentin Ermenault - Adrien Garel - Louis Pijourlet - Clément Petit                      | Hauts-de-France- Maël Zahem - Thomas Boudat - Théo Bracke - Valentin Tabellion                                       | Occitanie- Benjamin Thomas - Yann Velna - Dorian Carreau - Jonathan Lebreton - Mathieu Dupé                          |
| 2025  | Auvergne-Rhône-Alpes- Léo Busson - Nathan Marcoux - Camille Charret - Jules Friot                   | Track Team Arc Alpin- Nathanaël Boutron - Dorian Carreau - Guillaume Monmasson - Louis Pijourlet - Christophe Brioux | Team Adris-La Crêpe de Broceliande-BLC- Gatien Le Rousseau - Alessio Gombaud - Maximilien Hamonic - Lucas Le Normand |

### Juniors
| Année | Vainqueur                                                                                        | Deuxième                                                                                              | Troisième                                                                                          |
| ----- | ------------------------------------------------------------------------------------------------ | --- | -------------------------------------------------------------------------------------------------- |
| 1977  | Flandre-Artois : Alain Bondue Francis Lavoine Michel Cornelise Raymond Wacquez                   | | |
| 1978  | Aquitaine : Daniel Pandelé Jean-Claude Ballion François Bidou Éric Robertou                      | Flandre-Artois : Raymond Wacquez Cuvelier Fournier Skrzypek                                           | Dauphiné-Savoie : Philippe Chevallier Jean-François Ceresa Boisson Jean-Charles Perelli            |
| 1998  | Île-de-France : Yohan Bouteloup Julien Guiborel Damien Charlot Benoît Daeninck Ludovic Lanceleur | Orléanais : Thomas Gosseaume Florent Chemain Cédric Fontbonnat Cédric Drouet                          | Flandres Artois :                                                                                  |
| 2000  | William Bonnet Olivier Basck Charly Carlier Nicolas Rousseau                                     | Grégory Bernard Nicolas Fontaine Sébastien Mille Cédric Ritaine                                       | Wilfried Marget Laurent D'Olivier Kevin Avarello Frédéric Dubois                                   |
| 2003  | Jonathan Mouchel Mickaël Delage Yannick Marié Mickaël Malle                                      | | |
| 2004  | Maxime Vievard Maxime Lecœur Guillaume Desforges Ronan Guinaudeau Raphaël Lesage                 | Damien Gaudin Thibaut Macé Bertrand Mallard Simon Berson                                              | Laurent Pichon Yannick Simon Guillaume Argouarch Yann Guyot Yann Rault                             |
| 2005  | Étienne Pieret Alexandre Lemair Ronan Guinaudeau Maxime Lecœur                                   | | |
| 2006  | Étienne Pieret Alexandre Lemair Nicolas Giulia Maxime Leboucher Florent Gougeard                 | | |
| 2007  | Nicolas Giulia Julien Duval Florent Gougeard Richard Fournier Jérôme Mallet                      | Pierre Demay Jordane Gaté Damien Le Fustec Gwenaël Simon                                              | Rémi Azema Rémi Badoc Axel Clot-Courant Christian Spinosa Ludovic Lepied                           |
| 2008  | Emmanuel Kéo Julien Duval Thibault Huché Enzo Hollville                                          | Sébastien Le Prout Damien Le Fustec Julien Morice Erwan Téguel                                        | Alexandre Piat Romain Combaud Stéphane Duguenet Julien Nativel                                     |
| 2009  | Emmanuel Kéo Maxime Daniel Laurent Demeilliers Enzo Hollville                                    | Julien Morice Nicolas Janvier Fabien Le Coguic Romain Le Roux                                         | Damien Charrault Quentin Naldjian-Henrion Stéphane Duguenet Romain Combaud                         |
| 2010  | Geoffrey Millour Nicolas Janvier Olivier Le Gac Romain Le Roux                                   | Alexis Gougeard Thomas Cacheleux Laurent Demeilliers Kévin Lesellier                                  | Yoän Vérardo Rémy Galy Charly Saumon Stéphane Lemoine                                              |
| 2011  | Kévin Lesellier Alexis Gougeard Marc Fournier Anthony Cowley Nicolas Castelot                    | Loïc Jamet Olivier Le Gac Jordan Le Gal Geoffrey Millour                                              | Jean-François Bentz Thomas Boudat Benjamin Van Nieuwenhove Yoän Vérardo                            |
| 2012  | Clément Barbeau Thomas Boudat Lucas Destang Mathias Le Turnier                                   | Marc Fournier Anthony Cowley Nicolas Castelot Julien Délerin                                          | Valentin Jury Alexandre Paccalet Louis Pijourlet Julien Ruffinengo                                 |
| 2013  | Lucas Destang Florian Leroyer Jordan Levasseur Damien Touzé                                      | Clément Barbeau Roman Kohl Mathias Le Turnier Rémi Verardo                                            | Corentin Ermenault Yoann Moreau Vincent Ginelli Adrien Garel                                       |
| 2014  | Corentin Ermenault Florian Maitre Louis Richard Adrien Garel                                     | Florian Barket Valentin Madouas Thomas Denis Alex Morice                                              | Damien Touzé Samuel Kergaravat François Hervieu Florian Leroyer                                    |
| 2015  | Clément Bétouigt-Suire Romain Neboit Johan Delalaire Clément Delayen                             | Thomas Denis Léo Jacq Gaëtan Manchec Thibault Guernalec                                               | Ivan Villiers Julien Brasseur Maxime Fesnières Maxime Maison Rémi Dhervillez                       |
| 2016  | Clément Davy Maxime Chevalier Quentin Fournier Byan Le Claire Jean-Louis Le Ny                   | Maxime Fesnières Maxime Maison Valentin Tabellion Ivan Villiers                                       | Adrien Le Berre Baptiste Le Vigouroux Florentin Lecamus-Lambert Hugo Rivallain Pierre Lesage       |
| 2017  | Florentin Lecamus-Lambert Maxime Pasturel Thibault Lavenant Baptiste Le Vigouroux                | Axel Dufau Louis Brulé Damien Pinson Rémi Huens Julien Bachery                                        | Donavan Grondin Florian Hoarau Christopher Lamaille Valentin Sellier                               |
| 2018  | Victor Cambaud-Pinon Félicien Gicquel Thibault Lavenant Gwendal Lesage                           | Adrien Baron Bapthiste Bouvier Victor Billouin Lilian Ledreux                                         | Niko Diaz Valentin Beyer Colin Jacquemin Guillaume Monmasson                                       |
| 2019  | Bretagne Louis Le Galudec Lilian Jouanjan Adrien Le Meut Lucas Segui Tanguy Dervily              | Hauts-de-France Mathieu Béthencourt Étienne Delimauges Bastien Lechantre Florian De Marez             | Pays de la Loire Erwan Besnier Clarence Genaudeau Lilian Ledreux Yann Evanno                       |
| 2021  | Bretagne Théotime Cadoret Eddy Le Huitouze Emmanuel Moisan Thomas Hinault                        | Nouvelle-Aquitaine Rafael Delhomme Clément Millet Grégory Pouvreault Romain Lapouge Loyzance          | Centre-Val de Loire Arsène Hervouet Erwan Ginet Émilien Strouppe Julien Lemoine Théo Jacquemin     |
| 2022  | Auvergne-Rhône-Alpes- Maxime Buffaz - Titouan Fontaine - Axel Salvadori - Numa Vincent           | Nouvelle-Aquitaine- Maxence Colombe - Rafaël Delhomme - Mathieu Dupé - Théo Sabatier                  | Bretagne- Kilian Pérennes - Ewen Prémel - Alexis Quintanel - Alessio Gombaud - Lucas Le Normand    |
| 2023  | Auvergne-Rhône-Alpes- Maxime Buffaz - Samuel Chanel - Camille Charret - Max Henry                | Bretagne- Lucas Le Normand - Alessio Gombaud - Théo Paris - Kilian Perennes - Jean Le Bot             | Occitanie- Yann Velna - Christophe Brioux - Jonathan Lebreton - Samuel Serres                      |
| 2024  | Auvergne-Rhône-Alpes- Jules Friot - Camille Charret - Nathan Marcoux - Adrien Place              | Bretagne- Hugo Dalla Torre Joulkva - Quentin Kerouedan - Théo Paris - Luc Royer - Augustin Le Galudec | Occitanie- Christophe Brioux - Adrien Maury - Mathias Poczernin - Samuel Serres - Maël Hanse Bigot |

## Palmarès féminin
| Année | Vainqueur                                                                                                | Deuxième                                                                                           | Troisième                                                                                  |
| ----- | --- | -------------------------------------------------------------------------------------------------- | ------------------------------------------------------------------------------------------ |
| 2012  | Aude Biannic Laudine Genée Coralie Sero Coralie Demay                                                    | Laurie Berthon Sophie Creux Claire Comparat                                                        | Audrey Cordon Fiona Dutriaux Emmanuelle Merlot                                             |
| 2013  | Audrey Cordon Fiona Dutriaux Pascale Jeuland                                                             | Aude Biannic Hélène Gérard Laudine Genée                                                           | Sophie Creux Fanny Zambon Claire-Lise Comparat                                             |
| 2014  | Fiona Dutriaux Roxane Fournier Pascale Jeuland                                                           | Coralie Demay Hélène Gérard Coralie Sero                                                           | Élise Delzenne Cynthia Huygens Mélanie Machu                                               |
| 2015  | Aude Biannic Roxane Fournier Pascale Jeuland                                                             | Élise Delzenne Fiona Dutriaux Aurore Flamant                                                       | Coralie Demay Hélène Gérard Cécilia Le Bris                                                |
| 2016  | Coralie Demay Eugénie Duval Roxane Fournier Pascale Jeuland                                              | Hélène Gérard Lucie Jounier Cécilia Le Bris Fanny Le Huitouze                                      | Élise Delzenne Aurore Flament Cynthia Huygens Lucie Lahaye                                 |
| 2017  | Bretagne Coralie Demay Marie Le Net Maryanne Hinault Typhaine Laurance Lucie Jounier                     | Auvergne-Rhône-Alpes Laurie Berthon Marion Borras Maëva Paret-Peintre Fanny Zambon                 | Île-de-France Laura Da Cruz Ophélie Fenart Marine Cloarec Océane Tessier                   |
| 2018  | Auvergne-Rhône-Alpes Laurie Berthon Marion Borras Valentine Fortin Clara Copponi                         | Bretagne Coralie Demay Maryanne Hinault Typhaine Laurance Fanny Le Huitouze                        | Île-de-France Barbara Fonseca Léa Dayde Marine Cloarec Océane Tessier                      |
| 2019  | Auvergne-Rhône-Alpes Clara Copponi Maéva Paret-Peintre Marion Borras Valentine Fortin                    | Bretagne Coralie Demay Maryanne Hinault Marie-Morgane Le Deunff Anaïs Le Guet                      | Île-de-France Laura Da Cruz Léa Dayde Kristina Nenadovic Marine Cloarec                    |
| 2021  | Saint Michel-Auber 93 Marion Colard Kristina Nenadovic Océane Tessier Laura Da Cruz                      | Bretagne Lise Ménage Faustine Croguennoc Maurène Trégouët Maryanne Hinault Marie-Morgane Le Deunff | Sprinteur Club Féminin Constance Marchand Cindy Pomares Doriane Kaufmann Laura Guegan      |
| 2022  | Île-de-France- Marie Patouillet - Laura Da Cruz - Océane Tessier - Kristina Nenadovic                    | Sprinteur Club Féminin- Constance Marchand - Cindy Pomares - Laura Guégan - Doriane Kaufmann       | Bretagne- Maurène Trégouët - Maryanne Hinault - Emma Henry - Angelina Robic                |
| 2023  | Centre-Val de Loire- Clémence Chéreau - Léane Tabu - Jade Labastugue - Aurore Pernollet - Violette Demay | Île-de-France- Marie Patouillet - Valentine Fortin - Océane Tessier - Lara Lallemant               | Bretagne- Maurène Trégouët - Maryanne Hinault - Marie Le Net - Marie-Morgane Le Deunff     |
| 2024  | Île-de-France- Clara Copponi - Valentine Fortin - Marie Patouillet - Lara Lallemant                      | Bretagne- Clémence Chéreau - Marie-Morgane Le Deunff - Ilona Rouat - Maylis Sarron                 | Sprinteur Club Féminin- Laura Guégan - Claire Cassier - Constance Marchand - Léonie Mahieu |
| 2025  | Bretagne- Clémence Chéreau - Léonie Mahieu - Marie Le Net - Ilona Rouat - Aurore Pernollet               | Team Elles In Extenso Sport- Mélanie Dupin - Marine Ange - Kristina Nenadovic - Léane Tabu         | Hauts-de-France- Constance Marchand - Elina Cabot - Lou Dolez - Maylia Masset              |